# Пам'ять роду
Пам'ять роду — книга спогадів про Голодомор в Україні 1932—1933 років, видана Українським інститутом національної пам'яті у 2020 році.

## Передісторія
Всеукраїнська акція «Пам'ять роду» була започаткована у 2018 році. Її метою був пошук і збір спогадів нащадків тих, хто пережив Голодомор 1932—1933 років, а також родинних світлин періоду до Великого Голоду. У 2020 році зібрані матеріали стали основою однойменного видання. Видання присвячене усім українським
родинам, яких не оминув Голодомор. Презентація видання відбулася в ефірі Українського радіо. Ідея видання, авторкою якої є Аліна Карбан, виникла в той час, коли українці вшановували 85-ті роковини Голодомору-Геноциду. Незадовго до того Український інститут національної пам'яті розпочав інформаційну кампанію до 87-х роковин Голодомору «Збережи пам'ять! Збережи правду!», метою якої є показати, що збереження пам'яті — це не абстракція, а конкретні дії, які може зробити кожен: записати спогади родичів, які стали очевидцями геноциду у 1932-33 роках, знайти старі сімейні світлини чи інші артефакти того періоду (сорочки, рушники, предмети побуту). Все це, якщо змога, передати у місцевий музей чи Національний музей Голодомору-геноциду.

## Автори
Організатор проєкту — Український інститут національної пам'яті. Авторка ідеї — Аліна Карбан. Упорядниця книги — Наталія Позняк-Хоменко. Дизайн видання виконаний Ярославом Копаницею.

## Анотація
До видання увійшли 16 історій, зокрема історії родин письменника та політв'язня Олеся Бердника, письменника і публіциста Сергія Плачинди, які самі переижили Голодомор; розповідь про бабусю письменниці Тетяни Лемешко, яка через геноцид втратила чоловіка та 11 дітей. Свої родинні історії також розповіли поетка Наталка Поклад, актор Олександр Ігнатуша тощо. Видання містить фрагменти з книги Олеся Бердника «Пітьма вогнища не розпалює» та оповідання Оксани Шалак «Торбинка».
Книга «Пам'ять роду» має електронну версію, яка є у відкритому доступі.